# Сато, Мицуро
Мицуро Сато (яп. 佐藤 満 Сато Мицуро, род. 21 декабря 1961 года в Хатирогате, Япония) — японский борец вольного стиля, чемпион Олимпийских игр, призёр чемпионатов мира, чемпион Азиатских игр

## Биография
В средней школе увлекался баскетболом. Начал заниматься борьбой только в школе коммерции в Аките. В 1986 году окончил университет Нихон (факультет физического воспитания). В 1987 году назначен ассистентом в том же университете.
В 1981 году победил на Универсиаде. В 1983 году был четвёртым на чемпионате Азии. В 1985 году победил на Суперчемпионате мира в Токио и в том же году был третьим на регулярном чемпионате мира. В 1986 году был четвёртым на Суперчемпионате мира в Токио и вторым на регулярном чемпионате мира. В 1987 году на чемпионате мира остался третьим.
На Летних Олимпийских играх 1988 года в Сеуле боролся в категории до 52 килограммов (наилегчайший вес). Участники турнира, числом в 30 человек в категории, были разделены на две группы. Когда в каждой группе определялись четыре борца с наибольшими баллами (борьба проходила по системе с выбыванием после двух поражений), они разыгрывали между собой места в турнире. Победители групп встречались в схватке за первое-второе места, занявшие второе место — за третье-четвёртое места и так далее.
Мицуро Сато без каких-либо проблем, быстро положив на лопатки всех соперников по группе, вышел в финал, где провёл свою единственную полную встречу, но в ней так же, без особых проблем, победил действующего олимпийского чемпиона Шабана Трстену и сам стал олимпийским чемпионом.
| Круг  | Соперник               | Страна     | Результат | Основание      | Время схватки |
| ----- | ---------------------- | ---------- | --------- | -------------- | ------------- |
| 1     | Джихад Шариф           | Иордания   | Победа    | Туше (4 балла) | 0:45          |
| 2     | Ху Цзихуа              | Китай      | Победа    | Туше (4 балла) | 4:02          |
| 3     | Ахмад Назир            | Афганистан | Победа    | Туше (4 балла) | 1:44          |
| 4     | -                      | -          | -         | -              |               |
| 5     | Церенбаатарин Энхбайар | Монголия   | Победа    | Туше (4 балла) | 0:53          |
| 6     | Ласло Биро             | Венгрия    | Победа    | Туше (4 балла) | 2:55          |
| Финал | Шабан Трстена          | Югославия  | Победа    | 13:2           | 6:00          |

В 1991 году был пятым на чемпионате мира.
На Летних Олимпийских играх 1992 года в Барселоне боролся в категории до 52 килограммов (легчайший вес). Участники турнира, числом в 18 человек в категории, были разделены на две группы. Регламент, в основном, остался прежним, только в финальные схватки из группы выходили по пять лучших спортсменов в группе. В пятом круге Мицуро Сато получил травму, проиграл встречу, занял третье место в группе, и не смог выйти на схватку за пятое место.
| Круг               | Соперник             | Страна                    | Результат | Основание                   | Время схватки |
| ------------------ | -------------------- | ------------------------- | --------- | --------------------------- | ------------- |
| 1                  | Ким Сон Хак          | Республика Корея          | Победа    | Предпочтение судей (1 балл) | 1:36          |
| 2                  | Тьери Бурди          | Франция                   | Победа    | Туше (4 балла)              | 3:13          |
| 3                  | -                    | -                         | -         | -                           |               |
| 4                  | Константин Кордуняну | Румыния                   | Победа    | Туше (4 балла)              | 3:18          |
| 5                  | Зик Джонс            | Соединённые Штаты Америки | Поражение | 5-9 (0 баллов)              |               |
| Финал (за 5 место) | Ахмет Орел           | Турция                    | Поражение | Неявка ввиду травмы         |               |

После игр оставил активную спортивную карьеру. В 1995 году поступил в Пенсильванский университет. В 1997 году назначен преподавателем Университета Сэнсу и главным тренером университетской команды. В 1999 году назначен доцентом того же университета. В настоящее время является профессором кафедры делового администрирования в том же университете и главным тренером мужской сборной Японии по вольной борьбе. Доктор наук.

## Видео
- — Олимпийские игры 1988, вольная борьба, 52 кг, финал: Шабан Трстена (Югославия)-Мицуро Сато (Япония)